# 剑南春酒坊遗址
剑南春酒坊遗址位於四川省德陽市綿竹市，文物遺址年代判定為清。2002年12月27日公佈為四川省第六批省級文物保護單位。2006年5月25日列為第六批全國重點文物保護單位。